# Benjamin Lwoki
Benjamin Lwoki war ein Politiker aus dem Süden des Sudan. Er war einer der frühesten Aktivisten für die Autonomie oder Unabhängigkeit des Südsudan.

## Karriere
Lwoki war Minister für öffentliche Arbeiten (Sudan) und der erste südsudanesische Politiker im sudanesischen Kabinett. Lwoki blieb seinem Anliegen treu, den Südsudan zu einem unabhängigen Staat zu machen und die Souveränität des „Junub Sudan“ zu festigen.
Benjamin Lwoki gehörte zum Volk der Pojulu, wie Aggrey Jaden.
In der Zeit vor der Unabhängigkeit war er Präsident der Liberalen Partei. Angesichts der Beharrlichkeit, dass die Sprache im Sudan Arabisch sei und im ganzen Land gelehrt werde, weigerte er sich 1954 in einem Telegramm an Harold Macmillan, eine Unabhängigkeitserklärung zu unterstützen.
Nachdem General Ibrahim Abbud im November 1964 die Macht an die Übergangsregierung von Sirr al-Khatim Khalifa übergeben hatte, wurden alle dissidenten Parteien und Bewegungen zu einer Rundtischkonferenz eingeladen. Benjamin Lwoki leitete die Konferenz. Es wurde versucht, Differenzen zu lösen und zu entscheiden, wie die nationale Einheit erreicht werden kann. Die wichtigsten Entscheidungen waren, dass der Südsudan eine Selbstverwaltung haben sollte und dass er eine Universität, Schulen und Krankenhäuser sowie eine Brücke über den Nil bei Juba erhalten solle, um Ost und West zu verbinden.